# Интерлеукин 16
Проинтерлеукин 16 је протеин који је код људи кодиран ИЛ16 геном. Овај ген су открили 1982. године Dr. David Center и Dr. William Cruikshank са Бостонског универзитета.
Протеин кодиран овим геном је плиотропски цитокин који функционише као хемоатрактант, модулатор активације T ћелија, и инхибитор ХИВ репликације. Сигнални пренос овог цитокин посредује ЦД4. Производ овог гена се подвргава протеолитичкој обради, за коју је нађено да производи два функционална протеинa. Цитокинска функција се искључиво приписује излученом Ц-терминалном пептиду, док Н-терминални производ можда игра улогу у контроли ђелијског циклуса. За каспазу 3 се зна да учествује у протеолитичкој обради овог протеина. Две алтернативно сплајсоване транскрипционе варијанте које кодирају две различите изоформе су биле објављене.
Интерлеукин 16 (ИЛ-16) је цитокин кога ослобађају многе врсте ћелија (укључујући лимфоците и неке од епителијалних ћелија). Он је карактерисан као хемоатрактант за одређене имуне ћелије које изражавају на ћелијској површини молекул ЦД4.
ИЛ-16 је био оригинално описан као фактор које може da привуче T ћелије kod људи, и он се раније звао лимфоцит хемоатрактант фактор (ЛЦФ). Од тог времена, за овај интерлеукин је било показано да може да регрутује многе друге ћелије које изражавају ЦД4 молекул, укључујући моноците, еосинофиле, и дендритске ћелије.

## Структура
ИЛ-16 структура је била одређена након клонирања 1994. године. Овој цитокин се производи као прекусор пептида (про-ИЛ-16) који се мора скратити ензимом каспаза-3 да би се активирао. ЦД4 је сигнализациони рецептор за ИЛ-16.

## Интеракције
За интерлеукин 16 показано да формира интеракције са Кир2.1, КЦНЈ10, GRIN2D, GRIN2A, ППП1Р12Б, ППП1Р12A and KCNJ15.